# 和歌山県立海南高等学校美里分校
和歌山県立海南高等学校美里分校（わかやまけんりつ かいなんこうとうがっこう みさとぶんこう）は、和歌山県海草郡紀美野町に所在する公立の高等学校。

## 概要
定時制として開校したが、のちに全日制に転換した。2010年（平成22年）4月に学校統合に伴って、和歌山県立大成高等学校美里分校から和歌山県立海南高等学校美里分校に校名を変更した。

## 設置学科
- 普通科（定員40人、1学年の在籍者は約20 - 30人）

## 沿革
- 1953年 - 和歌山県立大成高等学校長谷毛原分校（定時制）として開校。
- 1957年 - 美里分校と改称し、全日制に転換。
- 2010年4月 - 和歌山県立海南高等学校美里分校に校名変更。

## アクセス
- 大十バス登山口下車から紀美野町コミュニティバスふれあい号高野線毛原中下車（「ふれあい号」は時刻に注意）

## 出身者
- きんた・ミーノ（ラジオパーソナリティ、コミックバンド「おかげ様ブラザーズ」ボーカル）